# Heriades flocciferus
Heriades flocciferus är en biart som beskrevs av Brauns 1929. Heriades flocciferus ingår i släktet väggbin, och familjen buksamlarbin. Inga underarter finns listade i Catalogue of Life.